# Championnats d'Amérique du Nord, d'Amérique centrale et des Caraïbes d'athlétisme
Ne doit pas être confondu avec Championnats d'Amérique centrale et des Caraïbes d'athlétisme.
Les championnats d'Amérique du Nord, d'Amérique centrale et des Caraïbes d'athlétisme ou championnats NACAC sont une compétition continentale d'athlétisme organisée par l'Association d'athlétisme d'Amérique du Nord, d'Amérique centrale et des Caraïbes. Il s'agit de la plus jeune des six compétitions continentales d'athlétisme organisées par les membres de World Athletics.
Ils succèdent aux Championnats d'Amérique centrale et des Caraïbes d'athlétisme et incluent la participation des États-Unis et du Canada.
Les États-Unis ont été le pays le plus médaillé et le plus titré lors des deux premières éditions, organisées au Salvador puis au Costa Rica. La première édition a rassemblé 26 nations et près de 300 athlètes.

## Éditions
| N° | Édition | Ville        | Pays       | Date                  | Stade                            | Nations | Épreuves |
| -- | ------- | ------------ | ---------- | --------------------- | -------------------------------- | ------- | -------- |
| 1  | 2007    | San Salvador | Salvador   | 13 au 15 juillet 2007 | Stade Jorge-González             | 26      | 42       |
| 2  | 2015    | San José     | Costa Rica | 7 au 9 août 2015      | Stade national du Costa Rica     |         | 38       |
| 3  | 2018    | Toronto      | Canada     | 10 au 12 août 2018    | Varsity Stadium                  |         | 42       |
| 4  | 2022    | Freeport     | Bahamas    | 19 au 21 août 2022    | Grand Bahama Sports Complex (en) |         | 42       |
| 5  | 2025    | Freeport     | Bahamas    | 15 au 17 août 2025    | Grand Bahama Sports Complex      |         | 45       |